# Henri Institoris
Pour les articles homonymes, voir Kramer.

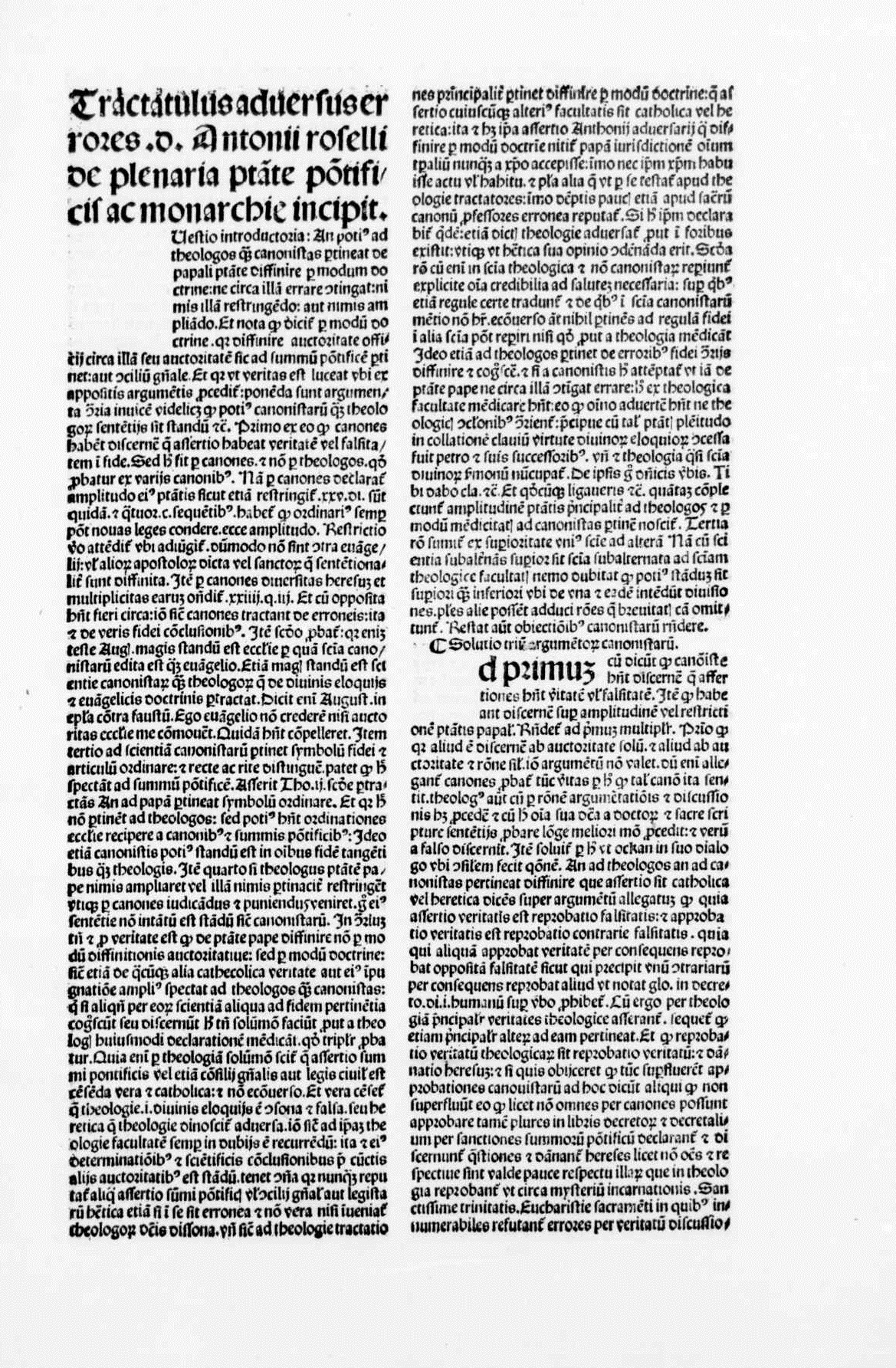
Opusculum in errores Monarchiae Antonii de Rosellis, 1499

Henri Institoris, en latin Henricus Institoris, en allemand Heinrich Kramer, né en 1436 à Sélestat, alors ville libre impériale d'Alsace, et mort en 1505 à Kremsier en Moravie (actuelle République tchèque), est un homme d'Église catholique, moine dominicain et inquisiteur.
Il est particulièrement connu comme coauteur de l'ouvrage de démonologie Malleus Maleficarum (Le marteau des sorcières) et comme un des premiers « chasseurs de sorcières » de l'Époque moderne.

## Onomastique
Son nom d'origine, en allemand (l'Alsace étant une province germanophone du Saint-Empire romain germanique), Heinrich Kramer contient, outre le prénom Heinrich (Henri) un nom, Kramer (aujourd'hui orthographié Krämer), qui signifie « épicier ».
Son nom latin Henricus Institoris traduit le mot Kramer par Institor, qui signifie « marchand au détail, colporteur », mais Institor est au cas génitif (complément de possession) et non pas au nominatif (cas sujet), comme on le voit dans le texte latin du Malleus Maleficarum qui parle du venerabilis et religiosus frater Henricus Institoris (« le vénérable et pieux frère Henri Institoris »), phrase dans laquelle les mots venerabilis et religiosus frater Henricus sont au nominatif.

## Biographie

### Carrière jusqu'en 1485
Entré au couvent dominicain de Sélestat[Quand ?], il en est par la suite élu prieur. Il est aussi nommé inquisiteur, fonction dans laquelle il se fait remarquer par son zèle dans la chasse aux sorcières. Il sévit de l'Alsace au Tyrol.
Il reçoit le grade de docteur en théologie à Rome en 1479.

### Procès d'Innsbruck (1485)
Sa grande affaire intervient en 1485 à Innsbruck (comté de Tyrol détenu par la maison de Habsbourg), où il fait juger par le tribunal épiscopal du diocèse plusieurs femmes accusées d'assassinat par « sorcellerie », dont la plus célèbre est Helena Scheuberin.
Mais l'évêque ne cautionne pas le zèle de Kramer, alors que les familles des accusées ne se laissent pas intimider, ni d'ailleurs les accusées. Le procès est clos par des relaxes ou de simples peines de pénitence.

### Malleus Maleficarum(1487)
C'est sans doute cet échec qui le pousse, encouragé par une bulle pontificale de 1484, Summis desiderantes affectibus, a écrire, avec Jacques Sprenger, lui aussi moine dominicain, le Malleus Maleficarum, publié pour la première fois à Strasbourg en 1487, par la suite réédité plus de trente fois malgré son interdiction par l'Église dès 1490.
Le Malleus est un des premiers jalons du phénomène de la chasse aux sorcières, qui cessera seulement au cours du XVIIe siècle, frappant aussi bien des pays catholiques comme la France ou les Pays-Bas espagnols, que, après la Réforme de Martin Luther, des pays protestants.

## Œuvres
- Malleus Maleficarum, 1487
- Traduction française : Le marteau des sorcières, Jérôme Millon, 1993 (Traduction : Amand Danet ; préface : Robert Mandrou)  (ISBN 2905614412). Réédité : Le marteau des sorcières. Le bréviaire des inquisiteurs, Jérôme Millon, 2005  (ISBN 2841371778)
- (la) Opusculum in errores Monarchiae Antonii de Rosellis, Venise, Hermann Liechtenstein, 1499 (lire en ligne)